# فائزه گوئن
فائزه گوئِن (به فرانسوی: Faïza Guène) (زادهٔ ۷ ژوئن ۱۹۸۵ در بوبینی واقع در شمال پاریس) رمان‌نویس، فیلم‌نامه‌نویس و کارگردان قرن بیست و یکم میلادی اهل فرانسه است. فائزه گوئن اگر چه متولد محله بوبینی پاریس است، اصالت الجزایری دارد. او با انتشار اولین رمان طنز اجتماعی خود با عنوان فردا رنگ دیگری است (به فرانسوی: Kiffe kiffe demain) در ۲۰۰۶ به شهرت رسید. این رمان به ۲۸ زبان از جمله فارسی ترجمه شده‌است. دو رمان مرد که گریه نمی‌کند (به فرانسوی: Un homme ça ne pleure pas) و میلنیوم بلوز (Millénium blues) از آخرین آثار این نویسنده است که به ترتیب در ۲۰۱۴ و 2018 منتشر شده‌است.